# Andrena sigmundi
Andrena sigmundi är en biart som beskrevs av Cockerell 1902. Den ingår i släktet sandbin och familjen grävbin. Inga underarter finns listade i Catalogue of Life.

## Beskrivning
Ett bi med svart grundfärg och påtagligt smal midja. Behåringen på huvud, mellankropp och ben är i huvudsak ljust brungul; honorna har dock vitaktiga hår på övre delen av ansiktet. Bakkroppen har övervägande tunn, gulbrun behåring, ljusare hos hanarna. Behåringen på tergit 5 till 6 (segmenten på bakkroppens ovansida) är mörkbrun hos honorna.  Dessa har dessutom vagt definierade hårband längs tergiternas framkanter, främst synliga på sidorna. Hos hanarna är hårbanden nästan obefintliga, och kan knappast anas annat än på tergiternas sidor. Honorna har även en pollenkorg på baklåren bestående av tät men kort, blekt brungul päls som mörknar närmare kroppen. Honan har en kroppslängd på omkring 10 mm, hanen på omkring 9 mm.

## Ekologi
Släktets medlemmar är solitära bin som bygger underjordiska larvbon. Även om de inte är samhällsbyggande, kan flera honor placera sina bon i närheten av varandra. Denna art besöker framför allt familjen videväxter för att söka nektar och pollen. Den har emellertid påträffats på växter från många andra familjer, som flockblommiga växter, korgblommiga växter, korsblommiga växter, kornellväxter, havtornsväxter, ranunkelväxter, rosväxter och kinesträdsväxter. Aktivitetsperioden varar från mars till juni.

## Utbredning
Utbredningsområdet omfattar östra Nordamerika från Saskatchewan i Kanada över Minnesota och Wisconsin i USA österut till New Brunswick i Kanada och New England i USA, söderut till Georgia.